# Tibouchina quartzophila
Tibouchina quartzophila är en tvåhjärtbladig växtart som beskrevs av Alexander Curt Brade. Tibouchina quartzophila ingår i släktet Tibouchina och familjen Melastomataceae. Inga underarter finns listade i Catalogue of Life.